# Rosmalen Zuid
Rosmalen Zuid é um bairro do município de 's-Hertogenbosch e da aldeia de Rosmalen. Rosmalen possui além de Rosmalen Zuid, os bairros de Rosmalen Noord e De Groote Wielen. Ele tem 10,42 quilômetros quadrados e 9 690 habitantes (2008) e está situado a sul da ferrovia Tilburg - Nijmegen, também conhecida com o nome de linha Brabantse.
O bairro é constituído dos seguintes distritos:

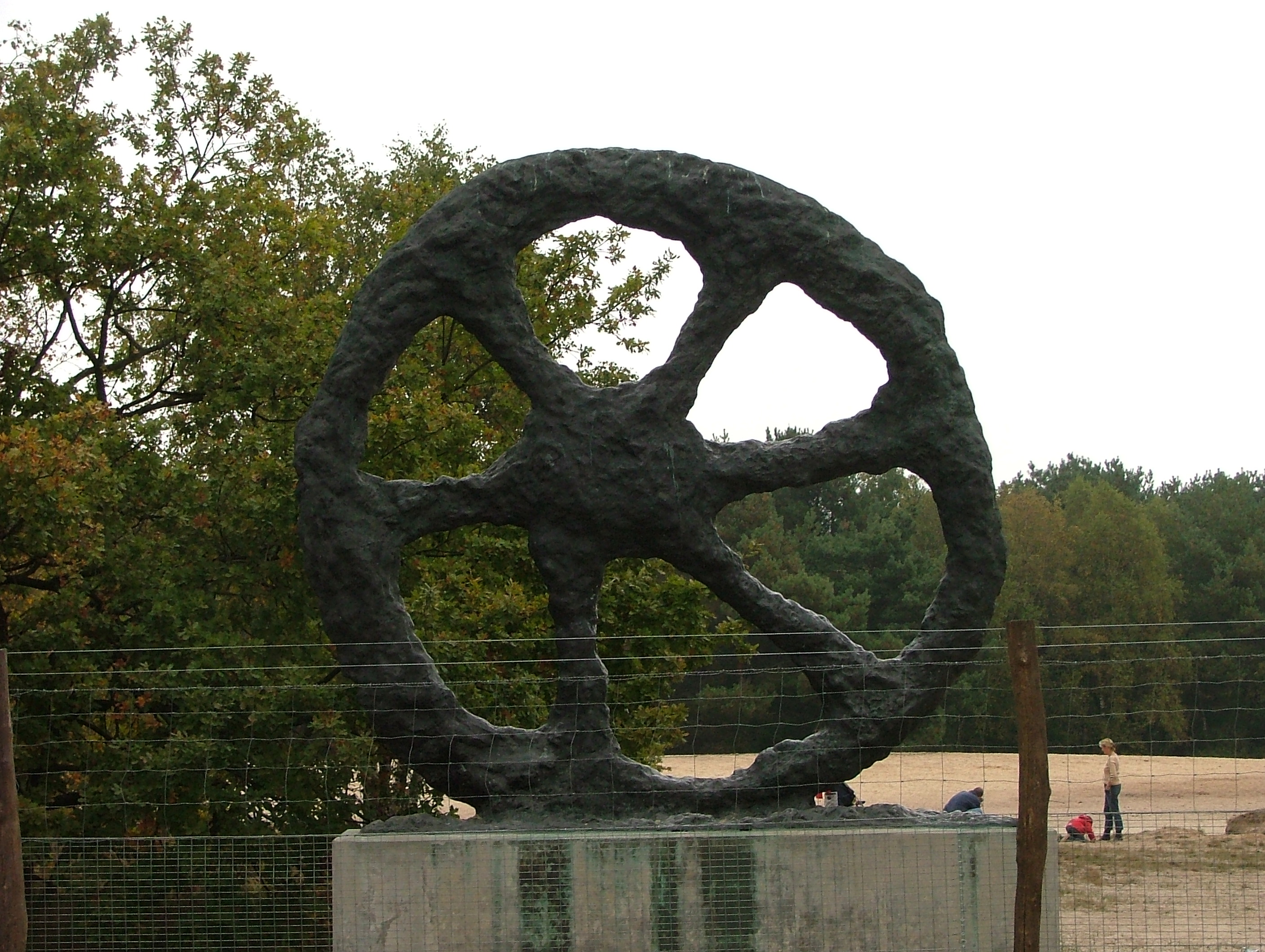
A Roda de Rosmalen, escultura em bronze de 1992, do artista neerlandês Armando.

1. Maliskamp West
2. Maliskamp Oost
3. Het Vinkel
4. Binckhorst
5. Sparrenburg
6. Molenhoek
7. A2 zone Rosmalen-Zuid